# Liensbach
Der Liensbach ist ein 2 km langer Bach anfangs nur am Rand des Stadtgebietes von Gaildorf im Landkreis Schwäbisch Hall im nordöstlichen Baden-Württemberg. Etwa einen halben Kilometer westlich des Gaildorfer Weilers Adelberg mündet er nach östlichem Lauf von links in den mittleren Kocher. Er ist der letzte von drei Bächen, die auf einem Flussabschnitt von insgesamt nur einem halben Kilometer Länge unterhalb der Flussbrücke der B 19 beim Gaildorfer Weiler Niederndorf von links in den Kocher einmünden.

## Geographie

### Verlauf
Der Liensbach entsteht im Brenntenwald am Spornansatz des Steinbühls nahe an der Stelle, wo sich der ausgebaute Feldweg vom Fuß des Suhlbühls im Südwesten in Richtung zum Steinbühl in zwei Wege gabelt, von denen der rechte dem oberen Hangknick folgend zum Sporn führt und der linke ins Taubenloch an der anderen Spornseite. Dort beginnt der ungefähr nach Osten ziehende Lauf auf etwa 465 m ü. NHN. In geschlossenem Wald fließt der Bach mit kleinen Richtungsänderungen in einem sich rasch einkerbenden Tal, kreuzt nach etwa 300 Metern eine hereinziehende Serpentine eines Waldweges, der ihm danach am linken Hang folgt, und erreicht nach etwa 700 Metern auf etwa 360 m ü. NHN den Waldrand.
Der linke Unterhang öffnet sich dort zu einer Wiesenflur, während am rechten weiterhin Wald bis ans Ufer steht. 200 Meter weiter lässt der nun in größeren Schlingen laufende Bach die Waldgrenze hinter sich. Er wird von einer zunächst nicht sehr dichten und breiten Auwaldgalerie begleitet, unterquert den begleitenden Weg und fließt nach etwa 300 Metern auf etwa 340 m ü. NHN durch einen etwa 7 Ar großen Teich im Gewann Kaih.
Unterhalb des Teichdamms, über den ein Wirtschaftsweg führt, grenzen an den Bach nunmehr breitere Waldstreifen am Hang des sich wieder eintiefenden Baches, über dem in einer flachen ersten Höhenstufe Felder liegen, die linksseits ihrerseits vom 486,5 m ü. NHN hohen Steinbühl über der bewaldeten Abtshalde weit überragt werden. Schließlich fließt der Liensbach auf etwa 310 m ü. NHN von links in den mittleren Kocher ein, der dort linksseits am Prallhang seines dort weiten Tales fließt, etwa einen halben Kilometer westlich des am rechten Hangfuß stehenden Gaildorfer Weilers Adelberg.
Der Liensbach mündet nach einem 2,0 km langen Weg mit mittlerem Sohlgefälle von etwa 77 ‰ rund 155 Höhenmeter unterhalb seines Ursprungs. Er hat keine Zuflüsse und fällt zuweilen trocken.

### Einzugsgebiet
Das Einzugsgebiet Liensbach ist etwa 1,2 km² groß, es liegt im Naturraum der Schwäbisch-Fränkischen Waldberge, mit seinen nordwestlichen Anteilen im Unterraum  Mainhardter Wald, mit den mündungsnahen südöstlichen im Unterraum Gaildorfer Becken. Seine größte Höhe von etwa 493 m ü. NHN erreicht es in einem Südzipfel des westlichen Einzugsgebietes, während die leicht gewölbte Steinbühl-Hochfläche bis auf 486,5 m ü. NHN reicht. Offene Flur mit anfangs Wiesen, später überwiegend Äckern neben dem Bachlauf gibt es nur um die untere Laufhälfte mit einem Flächenanteil von nur etwa einem Viertel, während der gesamte Westen und Norden des Einzugsgebietes von Höhen- und Hangwäldern bestanden ist.
Reihum grenzen die Einzugsgebiet der folgenden Nachbargewässer an:
- Im Norden fließt auf der anderen Seite des Steinbühl-Sporns der im Taubenloch entstandene Glessbach etwas abwärts in den Kocher;
- im Süden läuft der Mettelsbach zum Kocher etwas aufwärts der Liensbach-Mündung;
- hinter der kurzen westlichen Wasserscheide liegt das Quellgebiet des Tiefklingenbachs, dessen Abfluss über den Dendelbach und dann die Bibers noch unterhalb des Glessbachs den Kocher erreicht.

Das mittlere und untere Einzugsgebiet liegt in der Ottendorfer Stadtteilgemarkung von Gaildorf, während große Waldanteile im Westen und im Norden zur Westheimer Ortsteilgemarkung der Gemeinde Rosengarten gehören, die sogar bis an die eine Seite des obersten Laufes reicht. Besiedlung gibt es nirgends.

## Geologie
Im Einzugsgebiet des Liensbach findet sich fast die gesamte Schichtenfolge des Mittelkeupers. In seinem westlichen Teil liegt auf der Hochfläche des Steinbühl-Spornansatzes Stubensandstein (Löwenstein-Formation) als höchste örtlich vertretene Formation. In der sich nach Osten hin eingrabenden Talmulde streichen darunter in recht schneller Folge der Obere Bunte Mergel (Mainhardt-Formation), in dem der Bachlauf einsetzt, der Kieselsandstein (Hassberge-Formation), die Unteren Bunten Mergel (Steigerwald-Formation) und schließlich der Schilfsandstein (Stuttgart-Formation) in teils schmalen Bändern aus. Im darunterliegenden  Gipskeuper (Grabfeld-Formation) bleibt der Bach länger bis zu seiner Ablösung von der Waldgrenze, sie tritt auch linksseits an der Mündung kurz wieder auf. Dazwischen liegen auf großer Fläche im Pleistozän vom Kocher abgelagerte Terrassensedimente, in denen der Bach seinerseits im Holozän ab dem Erreichen der Waldgrenze ein schmales Schwemmlandband um sich abgelagert hat. Links des Mittellaufs liegen oben auf dem Steinbühlsporn pleistozäne Hohenlohe-Feuersteinschotter, tiefer am Unterhang auf kleinerer Fläche eine quartäre Blockschutthalde.
Der Bach läuft und sein Einzugsgebiet liegt größtenteils im tektonischen Graben der dort etwa von West nach Ost streichenden Neckar-Jagst-Furche, weshalb ein südlicher Zipfel des Einzugsgebietes, in dem es aber seine größten Höhen erreicht, jenseits der südlichen Störungslinie nur bis in den Kieselsandstein und in kleiner Insel bis in die Oberen Bunten Mergel hinaufreicht. Im Bereich des Steinbühlsporns, auf dem der höhere Stubensandstein liegt, zeigt die Furche also Reliefumkehr.

## Natur und Schutzgebiete
Der Liensbach ist ab seiner Waldabkehr zunächst recht naturnah. Er ist etwa metertief eingegraben und fließt dort etwa halbmeterbreit auf etwa zwei Meter breitem Bett, fällt über kleine Abstürze und ist von Erlen und Weiden begleitet. Weiter abwärts läuft er teilweise korrigiert in einem Graben.
Über den Westrand des Einzugsgebietes reicht ein Teil des Wasserschutzgebietes Dendelbach Ost herüber, das größtenteils außerhalb liegt und anscheinend eine Wasserfassung im Tal des Tiefklingenbach schützen soll. Die offenen Gebietsanteile sowie große Teile der bewaldeten Abtshalde links des Unterlaufs liegen im Landschaftsschutzgebiet Ostabfall des Mainhardter Waldes mit Teilen des Kochertales und Nebentälern zwischen Gaildorf und Westheim, das gesamte Gebiet im Naturpark Schwäbisch-Fränkischer Wald.

### LUBW
Amtliche Online-Gewässerkarte mit passendem Ausschnitt und den hier benutzten Layern: Lauf und Einzugsgebiet des Liensbachs

Allgemeiner Einstieg ohne Voreinstellungen und Layer: Daten- und Kartendienst der Landesanstalt für Umwelt Baden-Württemberg (LUBW) (Hinweise)
1. 1 2 3 4 5  Höhe nach dem Höhenlinienbild auf dem Hintergrundlayer Topographische Karte.
2. ↑  Höhe nach schwarzer Beschriftung auf dem Hintergrundlayer Topographische Karte.
3. ↑  Höhe nach blauer Beschriftung auf dem Hintergrundlayer Topographische Karte.
4. ↑  Länge nach dem Layer Gewässernetz (AWGN).
5. ↑  Einzugsgebiet abgemessen auf dem Hintergrundlayer Topographische Karte.
6. ↑  Seefläche nach dem Layer Stehende Gewässer.
7. 1 2  Höhe nach grauer Beschriftung auf dem Hintergrundlayer Topographische Karte.
8. ↑  Schutzgebiete nach den einschlägigen Layern, Natur teilweise nach dem Layer Geschützte Biotope.

### Andere Belege
1. ↑  Wolf-Dieter Sick: Geographische Landesaufnahme: Die naturräumlichen Einheiten auf Blatt 162 Rothenburg o. d. Tauber. Bundesanstalt für Landeskunde, Bad Godesberg 1962. → Online-Karte (PDF; 4,7 MB)
2. ↑  Geologie nach den Layern zu Geologische Karte 1:50.000 auf: Mapserver des Landesamtes für Geologie, Rohstoffe und Bergbau (LGRB) (Hinweise). Ein ähnliches Bild bietet die unter → Literatur aufgeführte geologische Karte.